# Quassia pohliana
Quassia pohliana là một loài thực vật có hoa trong họ Thanh thất. Loài này được (Boas) Noot. miêu tả khoa học đầu tiên năm 1963.